# فصة شمعية
الفصة الشمعية (باللاتينية: Medicago orthoceras) نوع نباتي يتبع جنس الفصة من الفصيلة البقولية.

## الموئل والانتشار
النبات واطن في بلاد الشام وتركيا والقوقاز.

## مرادفات للاسم العلمي
- (باللاتينية: Trigonella orthoceras Kar. & Kir.)
- (باللاتينية: Trigonella polycerata M.Bieb.)